# 3-Aminobenzoesäure
3-Aminobenzoesäure ist eine organische Carbonsäure, die zur Herstellung von Azofarbstoffen verwendet wird. Neben der 3-Aminobenzoesäure existieren zwei weitere stellungsisomere Formen: die Anthranilsäure (o-Aminobenzoesäure) und die 4-Aminobenzoesäure (p-Aminobenzoesäure).

## Gewinnung und Darstellung
3-Aminobenzoesäure kann durch die Reduktion von 3-Nitrobenzoesäure erhalten werden. Als Reduktionsmittel eignen sich beispielsweise elementares Zink in Salzsäure oder Hydrazin.

## Toxikologie
3-Aminobenzoesäure zeigt geringe Toxizität. Außerdem wurden keine Hinweise auf Reproduktionstoxizität, Mutagenität und Kanzerogenität gefunden.